# 匯樂
匯樂（英語：Fridae）是香港一家多元化的媒體與服務公司，專注於服務亞洲地區的 LGBT 社群。其業務策略涵蓋網際網路、廣播、出版與活動等領域。
「匯樂」這個名稱的靈感來自丹尼爾·迪福小說《魯賓遜漂流記》中的角色「星期五（英語：Man Friday）」。
其線上平台為Fridae.Asia，提供新聞、城市指南、評論文章與交友服務。該網站目前以英文、繁體中文與簡體中文三種語言發佈內容，為每月超過 40 萬名用戶提供資訊、社群與商務服務。網站另有名為 「Perks」 的高級付費服務。
自2015年4月1日起，匯樂由 DragonStack 公司擁有並營運。
匯樂也已推出適用於iOS與Android裝置的應用程式，可於Apple App Store和Google Play商店免費下載。該應用具備 地理定位功能，可讓使用者瀏覽附近的其他用戶。